# معاملة المثليين في جزر البهاما
قد يواجه الأشخاص من المثليين والمثليات ومزدوجي التوجه الجنسي والمتحولين جنسياً (اختصاراً: LGBT) في جزر البهاما تحديات قانونية لا يواجهها غيرهم من المغايرين جنسيا. في حين أن القانون الجنائي للباهامس لا يجرم صراحة المثلية الجنسية أو ارتداء الملابس المغايرة، فإنه لا يعالج التمييز أو المضايقة بسبب التوجه الجنسي أو الهوية الجندرية، كما أنه لا يعترف قانونيا بالعلاقات المثلية بأي شكل من الأشكال، سواء أكان زواجًا أو شراكات. لكن المنازل التي يعيش فيها الشركاء المثليون غير مؤهلة للحصول على نفس الحماية القانونية المتاحة للأزواج المغايرين، حيث أن زواج المثليين محظور دستوريًا في البلاد.

## قانونية النشاط الجنسي المثلي

القوانين المتعلقة بالمثلية الجنسية في أمريكا الوسطى وجزر الكاريبي.
زواج المثليين
توفر شكل آخر من أشكال الاعتراف القانوني
شراكة غير مسجلة
الاعتراف بزواج المثليين المنعقد في الخارج
لا اعتراف قانوني بالعلاقات المثلية
حظر دستوري على زواج المثليين، عبر تقييد تعريف الزواج في الدستور إلى اتحاد بين رجل وامرأءة فقط
المثلية الجنسية غير قانونية، لكن القانون لايتم تطبيقه
المثلية الجنسية غير قانونية للرجال فقط
المثلية الجنسية غير قانونية للرجال والنساء

أصبحت العلاقات الجنسية المثلية بين البالغين المتوافقين عليها قانونية في جزر البهاما في عام 1991. ومع ذلك، لا يزال القانون الجنائي يتطلب سنًا قانونية أعلى للموافقة على العلاقات الجنسية المثلية. السن القانوني للموافقة على ممارسة النشاط الجنسي هو 16 للشركاء المغايرين على التوالي و 18 للشركاء المثليين.

## الاعتراف القانوني بالعلاقات المثلية
لا يعتبر زواج المثليين ولا الاتحادات المدنية قانونية في بهاماس. لم تتحدى مجموعات حقوق المثليين أبداً قوانين الزواج في البلاد، ويحدد «قانون الزواج في جزر البهاما» على أن الزواج يتكون من رجل وامرأة.
في يوليو 2011، بعد التصديق على قانون الزواج البحري، قال وزير الدولة السابق للمالية، جيفارغو لينغ، «كمجتمع في جزر البهاما، نعتقد أن الزواج يجب أن يكون بين رجل وامرأة. الزواج باطل إذا حدث بين أشخاص رجال ورجال أو إناث وإناث، لذلك، في مشروع قانون الزواج البحري هذا، نقول هذه الحقيقة بشكل إيجابي واضح - يجب أن يتم الزواج بين رجل وامرأة ونحن أريد أن يكون ذلك واضحًا تمامًا، وهذا هو الحال وهذا يتماشى مع معايير مجتمعنا.»
في عام 2013، قال رئيس قضاة بهاماس السابق مايكل ل. بارنيت إنه يعتقد أن المحاكم ستعالج مسألة زواج المثليين قريبًا في البلاد، وقال إنه سيتطلع إلى بلدان أخرى للرجوع إليها عند النظر في القضية. قال: «ليس لدي أدنى شك في أن محاكم جزر بهاماس ستتناول مسألة زواج المثليين فقط. ولا يساورني أدنى شك في أنه عند البت في القضية، سنحترم القرارات التي تصدر ليس فقط من دول الكومنولث مثل كندا وأستراليا، ولكن أيضًا من قرارات محاكم الولايات المتحدة الأمريكية. لكن إشاراتنا إلى آراء قضاة الولايات المتحدة لا تقتصر على الإشارة إلى تلك القرارات في أحكامنا.»
في عام 2013، قال رئيس الوزراء السابق بيري كريستي إن بهاماس لن تفكر في زواج المثليين قائلاً «إنه أمر لا أؤمن به».
في عام 2016، أكد رئيس الوزراء السابق بيري كريستي في استفتاء عام 2016 في بهاماس على معارضته لزواج المثليين قائلاً: «أكرر: لن يؤدي هذا الاستفتاء إلى أن يصبح زواج المثليين قانونياً في بهاماس. الزواج في بهاماس سيكون قانونيًا فقط إذا كان بين رجل وامرأة، ويتم تحديد الذكور والإناث عند الولادة.»

## الحماية من التمييز
في 17 يونيو 2011، أعربت حكومة جزر البهاما عن دعمها لقرار مجلس حقوق الإنسان التابع للأمم المتحدة الذي يعزز المساواة في الحقوق للجميع، بغض النظر عن التوجه الجنسي أو الهوية الجندرية. ومع ذلك، لم يتم اتخاذ أي إجراء حكومي لضمان إدراج مواطني مجتمع المثليين في بنود قوانين الحماية من التمييز.
يعتبر التمييز في مجالات مثل التوظيف والتعليم والسكن والرعاية الصحية والأعمال المصرفية والشركات العامة على أساس التوجه الجنسي أو الهوية الجندرية قانونيا. وبالمثل، لا توجد قوانين وطنية لجرائم الكراهية لمنع أو معاقبة العنف الموجه ضد الأشخاص من مجتمع المثليين.
في عام 2001، اقترحت الحكومة مشروع قانون العمل، والذي تضمن فقرة تحظر التمييز في مكان العمل على أساس التوجه الجنسي. تم حذف المادة بعد فترة وجيزة من تمرير مشروع القانون.

### الحماية الدستورية
ينص دستور جزر البهاما على العديد من الحريات المدنية، لكن حظر التمييز لا يشمل التوجه الجنسي أو الهوية الجندرية. تم منع الجهود المبذولة لإدراج التوجه الجنسي في الدستور المقترح حديثًا من قبل أعضاء لجنة عينتها الحكومة، يعارضون المثلية الجنسية بناء على الدوافع الدينية.
في 21 مارس 2006، قدمت لجنة الإصلاح الدستوري تقريرًا أوليًا إلى حكومة الحزب الليبرالي التقدمي السابقة. وأشارت اللجنة إلى أنه يجب معاملة المواطنين على قدم المساواة بغض النظر عن الدين والانتماء السياسي والعرق والجنس والجندر. ومع ذلك، على الرغم من التوصيات، فإنه لا يعتبر التوجه الجنسي سمة تستحق الحماية من التمييز.

## الخدمة العسكرية
لا يوجد أي حظر على المواطنين المثليين العاملين في الشرطة أو القوات العسكرية في بهاماس. في أيار/مايو 1998، أعلن وزير الأمن القومي ونائب رئيس الوزراء فرانك واتسون أن الجيش البهامي وقوات السجون وقوات الشرطة في بهاماس لا تميز على أساس التوجه الجنسي.

## الظروف الاجتماعية
يتبع العديد من سكان بهاماس بالطوائف المسيحية المحافظة اجتماعيا والتي تعزز بشكل عام الاعتقاد بأن المثلية الجنسية وشهوة الملابس المغايرة هي علامات على الانحلال والفساد. يحرص السياسيون على عدم دعم تشريعات حقوق المثليين جنسياً بشكل علني.
رغم عدم وجود حانات أو نوادي مثلي الجنس على وجه الحصر في بهاماس، إلا أنه يوجد مشهد «للمثليين» مختفي في ناساو، بالإضافة إلى العديد من المنتجعات والمقاهي والحانات الصديقة للمثليين في جميع أنحاء البلاد.
تتمتع بهاماس باقتصاد قائم على السياحة، وتستهدف الحكومة مجموعة متنوعة من الأسواق، ولكن ليس سوق سياحة المثليين المتنامية. لا تواجه المجموعات الفردية والصغيرة من السياح المثليين أي مشاكل، ولكن تم الاحتجاج على مجموعات من الزوار المثليين في مناسبات مختلفة. ومع ذلك، أقام تحالف قوس قزح في بهاماس (بالإنجليزية: Rainbow Alliance of the Bahamas)‏ احتجاجًا مضادًا خلال مظاهرات 2004، حيث رحب بزوار المثليين.
يُشار اليوم إلى أن بهاماس أصبحت صديقة للمثليين بشكل متزايد. ومع ذلك، فإن السكان المحليين يحذرون من أن رهاب المثلية لا يزال يمثل مشكلة اجتماعية بارزة ويوصي السياح بالحذر والتخفي.
في ديسمبر 2018، أصدرت الحكومة الكندية نصيحة سفر جديدة تحذر الأزواج والشركاء المثليين من خطر رهاب المثلية في بهاماس. وقالت الناشطة في حقوق المثليين بهاماس إيرين غرين لصحيفة 'بهاما تريبيون': «أعتقد أنها سليمة، وهي نصيحة معقولة للكنديين المثليين.» قالت الناشطة ألكسس ديماركو للصحيفة: «يجب أن نعترف بأن مجتمع المثليين موجود في بهاماس وبأنهم يتعرضون للوصم والتمييز ضدهم.» ومع ذلك، في فبراير 2019، أفيد أن أكثر من نصف الرجال البالغ عددهم 5400 رجل كانوا على متن «ألور كاريبيان كروز» للرحلات للمثليين الذين غادروا «ناساو» بعد عطلة فيها بأن الكثير منهم قالوا إنهم شعروا «بالأمان» و «بالراحة»، وهو أمر تقول الناشطة أليكسس ديماركو أنه مؤشر جيد على اعتبار العاصمة «آمنة» لمجتمع المثليين.
هناك العديد من حالات التمييز البارزة الموجهة ضد المواطنين من مجتمع المثليين وكذلك السياح في بهاماس:
- في يوليو 2004، احتجت الجماعات الكنسية وصول روزي أودونيل الصورة آر العطلات العائلية السياحية.[21]
- في سبتمبر 2005، تم تجريد ملكة جمالها بالغة من العمر 18 عامًا من تاجها بعد تأكيد شائعات بأنها مثلية الجنس.[22]
- في مارس 2006، حظرت لجنة التحكم في أفلام بهاماس الفيلم الأمريكي المتعلق بالمثلية الجنسية، جبل بروكباك.[23][24]
- في سبتمبر 2007، شكل المجلس المسيحي لجزر البهاما لجنة معادية للمثليين لمحاربة مجموعة من المثليين بعد أن طلبت من شركة الكابلات المحلية تقديم لوغو، وهي قناة خاصة بمجتمع المثليين.[25]
- في 6 أكتوبر 2007، داهمت الشرطة حفلًا لمثليي الجنس في وسط العاصمة ناساو، لكنهم لم يتمكنوا من القبض على أي شخص، حيث لم تُرتكب أي جريمة. طالب ضيوف الحفلة من الشرطة المحلية الاعتذار.[26][27] أصدرت وزارة السياحة في بهاماس اعتذارًا للشركة السياحية.[28] يعكس هذا الحادث احتجاجًا علنيًا لرحلة بحرية مثلية رست في ناساو في 14 أبريل 1998.[29]
- في قضية في عام 2009، برأت هيئة محلفين رجلاً متهمًا بقتل رجل مثلي الجنس مصاب بفيروس نقص المناعة البشرية. استخدم الرجل ما يسمى «الدفاع عند الذعر من المثليين»، مدعيا أن الرجل المثلي حاول اغتصابه. لكن النيابة أنكرت ذلك وقالت إن الرجل المثلي - صاحب متجر وابن سياسي - تعرض للسرقة قبل قتله. كما تساءل الادعاء عن سبب ذهاب الرجل إلى شقة الرجل المثلي في حوالي الساعة 11 مساءً، متهماً أن ذلك كان بقصد ارتكاب عملية سرقة. لكن محامي الدفاع قال إن موكله كان «يحمي رجولته» وإن قتل الرجل المثلي له ما يبرره. أثارت القصة غضبا دوليا.[30]
- في 10 يونيو 2010، في قضية مماثلة للدفاع عند الذعر من المثليين، تلقى القاتل المدان عقوبة مخففة للغاية في حادث إطلاق النار على رجل مثلي الجنس. وادعى المحكوم عليه أن الرجل المثلي قد حاول «إغراءه» جنسيا. ونقل عن جوان سوير، رئيسة محكمة الاستئناف، قولها: «يحق للمرء استخدام أي قوة ضرورية لمنع المرء من أن يصبح ضحية فعل مثلي».[31]
- في 24 يونيو 2011، حاولت لجنة التحكم في الأفلام في جزر بهاماس منع عرض فيلم أطفال الرب البهامي في الساحة العامة بوسط مدينة ناساو.[32][33] ومع ذلك، هذه المرة، نقضت الحكومة اللجنة وسمحت بعرض الفيلم.

### العنف المعادي للمثليين
كانت هناك قضايا عديدة تتعلق بقتل رجال مثليين، ولم يتم حل أي منها.
فيما يلي أسماء الضحايا ومهنهم وتواريخ وفاتهم:
- كيفن ويليامز، الشرطي، 15 مايو 2001[35]
- ثاديوس ماكدونالد، محاضر، 16 نوفمبر 2007[36][37]
- هارل تايلور، مصمم، 18 نوفمبر 2007[38]
- ولنغتون أديرلي، ناشط، 26 مايو 2008 [39]
- مارفن ويلسون، نادل، 3 يونيو 2008[40]
- بول ويلي، راقص، 19 أكتوبر 2008 [37]
- شافادو سيمونز، مصور، 17 يوليو 2011[41]
- إلكين موس، نادل، 20 يوليو 2013[42]
- ديفينس سميث، يشتغل في البنك، 25 ديسمبر 2015[43]

اتهم في عام 2007 بذبح مصمم حقائب اليد هارل تايلور، تم العثور على ترونيكو ماكنيل غير مذنب.
الأحداث والحالات التي حدثت فيها أعمال عنف ضد مجتمع المثليين:
- زعم رجل أمريكي تعرض للهجوم من قبل مجموعة من الأشخاص خلال حفل موسيقي أقيم في كرنفال جزر بهامس جونكانو في وقت مبكر من صباح يوم السبت أنه «تم استهدافه وضربه» لأنه مثلي الجنس.[45]

## حراك حقوق المثليين في جزر البهاما
نظرًا لانعدام الثقة في النظام القضائي وعدم المساواة القانونية ورهاب المثلية في بهاماس، فإن العديد من المثليين والمثليات ومزدوجي التوجه الجنسي والمتحولين جنسيا يتكتمون على توجههم الجنسي أو هويتهم الجندرية. في حين تم السماح بوجود منظمات حقوق المثليين، إلا أن مجموعات المثليين غالباً ما يتم الضغط عليها لإخفاء أحداثهم الاجتماعية. أطلقت مجموعة حقوق المثليين السابقين، تحالف قوس قزح في بهاماس (بالإنجليزية: Rainbow Alliance of the Bahamas)‏، حملة عامة ضد التمييز وشاركت في برامج حوارية حول هذا الموضوع. اليوم، يناصر محامو المساواة لمجتمع المثليين في بهاماس (بالإنجليزية: Bahamas LGBT Equality Advocates)‏ وجمعية «ديماركو» (بالإنجليزية: DMARCO)‏ مكافحة رهاب المثلية من خلال وسائل التواصل الاجتماعي.
برز نشاط جديد لمجتمع المثليين بهاماس عندما بدأت النساء المتحولات جنسيا في تولي زمام المبادرة في قضايا المثليين. أطلق «اتحاد جزر البهاما للمتحولين وثنائيي الجنس» (بالإنجليزية:  Bahamas Transgender Intersex United)‏ حملة المساواة متعددة المستويات، «حياة المتحولين البهاميين مهمة» (بالإنجليزية: "Bahamian Trans Lives Matter")‏ في 26 أبريل 2016، والتي تسعى إلى ضمان الحقوق المتساوية للباهاميين المتحولين جنسياً. صعدت رئيسة ومؤسسة «اتحاد جزر البهاما للمتحولين وثنائيي الجنس»، ومؤسسة منظمة «ديماركو» (بالإنجليزية: DMARCO)‏، أليكسس ديماركو، وشاركت في الحوار الوطني في مؤتمر صحفي عُقد في العاصمة ناساو، حيث انضمت إليها نساء أخريات لزيادة الوعي بالقضايا المهملة للأشخاص المثليين التي غالبا ما يواجهونها. أثارت هذه النساء جدلاً حيث كان استفتاء المساواة على وشك أن يحدث في البلاد.
صرح رئيس الوزراء، «أريد أن أكون واضحًا: مشاريع القوانين هذه لا تقترح تغييرًا جذريًا. بدلاً من ذلك، يتعلق الأمر بالتأكد من أن القانون الأعلى للأرض يعكس قيمنا والتزامنا بالعدالة». لم يشرّع مشروع القانون زواج المثليين في بهاماس، كما أنه لم يكن شاملاً لمجتمع المتحولين جنسياً أو ثنائيو الجنس.
أثارت هذه الحركة غضبًا من أحد أعضاء الحكومة، ليزلي ميلر، التي دعت علانية إلى «نفي المتحولين جنسياً من بهاماس». شجب ميلر بقوة مجتمع المتحولين جنسياً المتنامي في هذا البلد، بينما حث الناس على المساهمة مالياً في طرد هذه الطائفة من المجتمع إلى جزيرتهم الخاصة لضمان «بقائهم بعيداً عن الطريق». وتعهد بمنح المجموعة أول 1000 دولار من هذا الانتقال.
يكتسب مجتمع المثليين في بهاماس مزيدًا من الوضوح من خلال نشطاء مثل أليكسس ديماركو وإرين غرين. لقد كانوا الدعاة الرائدين لقضايا المساواة ووجدوا حلولًا عملية لبعض القضايا التي يواجهها المثليون جنسياً في جزر البهاما يوميًا. ساعد تركيزهم على الدعوة في تقليل وصمة العار والتمييز ضد مجتمع المثليين في بهاماس.
في عام 2019، تم تشكيل «منظمة بهاماس لشؤون المثليين والمثليات ومزدوجي التوجه الحنسي والمتحولين جنسيا وثنائيي الجنس». ويهدف إلى لتوعية العامة وتثقيفهم حول قضايا المثليين والمثليات ومزدوجي التوجه الجنسي والمتحولين جنسيا وثنائيي الجنس.

## الرأي العام
في عام 2013، قال وزير الشؤون الخارجية فريد ميتشل إن على بهاماس قبول سياسي مثلي أو مثلية الجنس. ومع ذلك، كشفت دراسة استقصائية أن وجهات نظره لا يشاركها غالبية السكان، حيث أظهر 12٪ فقط منهم مشاعر إيجابية تجاه شخص مثلي أو مثلية الجنس قد يترشح لمنصب عام. قال أكثر من نصف المجيبين إنهم لا يوافقون بشدة على فكرة السياسيين المثليين أو المثليات، فيما يظهر 23% آخرون مستوى من الرفض.
في عام 2015، أفاد استطلاع للرأي نشرته صحيفة «ذي ناساو غارديان» أن 74.5% من المجيبين لا يوافقون بشدة على زواج المثليين، مع موافقة أقل من 10% على ذلك إلى حد ما.

## ملخص
| قانونية النشاط الجنسي المثلي                                                             | (منذ عام 1991) |
| المساواة في السن القانوني للنشاط الجنسي                                                  | No             |
| قوانين مكافحة التمييز في التوظيف                                                         | No             |
| قوانين مكافحة التمييز في توفير السلع والخدمات                                            | No             |
| قوانين مكافحة التمييز في جميع المجالات الأخرى (تتضمن التمييز غير المباشر، خطاب الكراهية) | No             |
| قوانين مكافحة أشكال التمييز المعنية بالهوية الجندرية                                     | No             |
| زواج المثليين                                                                            | No             |
| الاعتراف القانوني بالعلاقات المثلية                                                      | No             |
| السماح بالتبني للشخص العازب بغض النظر عن التوجه الجنسي                                   | No             |
| تبني أحد الشريكين للطفل البيولوجي للشريك الآخر                                           | No             |
| التبني المشترك للأزواج المثليين                                                          | No             |
| يسمح للمثليين والمثليات الخدمة علناً في القوات المسلحة                                    | Yes            |
| الحق بتغيير الجنس القانوني                                                               | Yes            |
| علاج التحويل محظور على القاصرين                                                          | No             |
| الحصول على أطفال أنابيب للمثليات                                                         | No             |
| الأمومة التلقائية للطفل بعد الولادة                                                      | No             |
| تأجير الأرحام التجاري للأزواج المثليين من الذكور                                         |                |
| السماح للرجال الذين مارسوا الجنس الشرجي التبرع بالدم                                     | Yes            |